# Marcel Monniot
Marcel Monniot (1885-1968) fue un deportista francés que compitió en remo. Ganó dos medallas en el Campeonato Europeo de Remo, plata en 1906 y oro en 1909.

## Palmarés internacional
| Campeonato Europeo | Campeonato Europeo        | Campeonato Europeo | Campeonato Europeo |
| Año                | Lugar                     | Medalla            | Prueba             |
| ------------------ | ------------------------- | ------------------ | ------------------ |
| 1906               | Pallanza (Italia)         | Medalla de plata   | Ocho con timonel   |
| 1909               | Juvisy-sur-Orge (Francia) | Medalla de oro     | Ocho con timonel   |